# Cerco de Malaca (1568)
O cerco de Malaca de 1568 deu-se quando o sultão de Achém  Alauddin atacou a cidade portugueses de Malaca. A cidade passara para a posse dos portugueses desde que fora conquistada por Afonso de Albuquerque em 1511.
As forças do sultão incluíam uma grande frota de longos navios a remo ao estilo de galés, 15,000 homens e mercenários vindos do Império Otomano. A cidade de Malaca foi defendida mediante o comando de D. Leonis Pereira, que recebeu apoio do sultão de Jor.
Novos ataques lançados pelos achéns contra Malaca dar-se-iam nos anos seguintes, em especial na década de 1570.